# Villa Windsor
La villa Windsor est un hôtel particulier français situé au 4, route du Champ-d'Entraînement dans le 16e arrondissement de Paris, à la bordure entre Neuilly-sur-Seine et le bois de Boulogne. Datant de 1929, elle appartient à la ville de Paris ; elle est notamment connue pour avoir été la demeure parisienne du duc et de la duchesse de Windsor, d'où elle tient son nom actuel, entre 1952 et 1986.

## Histoire

### Origine du site et construction
En 1852, la propriété du bois de Boulogne est cédée par Napoléon III à la ville de Paris, qui est alors chargée d'aménager l'espace vert en quatre ans. C'est dans ce contexte qu'est ouverte la route du Champ-d'Entraînement, qui tient son nom du champ d'entraînement de l'hippodrome.
À la fin des années 1920, la ville de Paris décide de réunir les nos 4 et 6 de cette voie, qui abritent la Maison du Conservateur des Promenades de Paris au n°4, Jean Claude Nicolas Forestier, ainsi que les bureaux de la conservation du bois au n°6. Le 13 décembre 1927, un bail de l'ensemble des propriétés des nos 4 et 6 est attribué à Henri Lillaz, personnalité politique et homme d'affaires. Un nouveau bâtiment est construit entre 1928 et 1929 par l'architecte Roger Bouvard. Initialement baptisé « château Le Bois », le bâtiment principal est entouré d'un grand jardin arboré. Henri Lillaz occupe la villa jusqu'au début de la Seconde Guerre mondiale. En janvier 1940, Mme Jane Myriam Félise Renaud, fille du ferronnier d'art et industriel de l'armement français Edgar Brandt, est titulaire du droit au bail de la villa.

### Résidence du général de Gaulle à la Libération
Le 19 août 1944, lors des combats de la Libération, les résistants Louis Brelet, Jean Chayet et Jean Fouqué sont arrêtés par des Allemands près de la villa, boulevard Richard-Wallace, alors qu'ils étaient allés en side-car à Suresnes chercher des armes. Ils sont fusillés dans le jardin de la villa. Leurs dépouilles sont ensuite transportées dans un garage situé 20 avenue Bugeaud (Paris), aménagé en poste de la Croix-Rouge,,.
La villa devient la résidence du général de Gaulle et de sa famille après la Libération. Le 9 mai 1945, le capitaine Alain de Boissieu s'y présente au volant de la Mercedes d'Hitler. Le général y dirige le gouvernement provisoire, y recevant notamment Léon Blum, Pierre Mendès-France et André Malraux. La famille de Gaulle quitte la villa en 1946.

### Résidence du duc et de la duchesse de Windsor
À la suite de son abdication en 1936, l'ancien roi britannique Édouard VIII est nommé duc de Windsor par son successeur George VI, en 1937.
La villa est louée aux Windsor par la ville de Paris à un loyer symbolique, entre 1952 et 1986. Stéphane Boudin de la maison Jansen, entreprise parisienne de décoration, refait la maison sous la tutelle de la duchesse, Wallis Simpson. Le gouvernement français les exempte de payer l'impôt sur le revenu et le couple est autorisé à acheter des biens détaxés à l'ambassade britannique et à l'intendance militaire. Sont notamment installés le portrait de la duchesse par Gerald Brockhurst, une tapisserie aux armes des Tudors ou encore des portraits de la reine Mary. Parmi les domestiques qui ont travaillé dans la villa pour le couple figure en particulier le majordome Sydney Johnson.
Des photographies de la villa sont publiées dans Vogue en 1964.
En 1972, alors que le duc souffre d'un cancer, la reine Élisabeth II et son fils Charles viennent pour la seule fois lui rendre visite.
Le duc et la duchesse meurent tous deux dans la maison, respectivement en 1972 et 1986,.
Les Windsor habitent également le moulin de la Tuilerie à Gif-sur-Yvette, en pleine campagne au sud-ouest de Paris, où ils passent la plupart des week-ends et des vacances d'été. Ils occupent également le château de la Croë au Cap d'Antibes sur la Côte d'Azur.

### L'époque Al-Fayed
Après la mort de Wallis Simpson en 1986, la maison est rendue à la ville de Paris. Plus tard, cette année-là, l'homme d'affaires égyptien Mohamed Al-Fayed, propriétaire de l'hôtel Ritz de Paris et du célèbre magasin britannique Harrods, signe un bail de cinquante ans sur la villa. Sur les marches du perron, il déclare au maire de Paris Jacques Chirac : « C'est fascinant de côtoyer soudain la plus belle histoire d'amour du siècle ». Il est à l'origine de son renommage en « villa Windsor ».
Le loyer était d'un million de francs par an, à condition qu'il dépense trente millions de francs pour réhabiliter la maison. Mohamed Al-Fayed, avec la participation de son décorateur, l'architecte d'intérieur Philippe Belloir, rénove et restaure largement la villa Windsor et, pour ses efforts, il est promu officier de la Légion d'honneur en 1989. Il envisage d'y créer un musée à la gloire du couple Windsor.
Le fils d'Al-Fayed, Dodi, et Diana, princesse de Galles, visitent la villa le jour de leur mort en 1997.
Mohamed Al-Fayed met fin au bail en 2018.
En 2024, un an après sa mort, dans un reportage de la BBC, une vingtaine de femmes accusent Mohamed Al-Fayed de viols et de violences, neuf d’entre elles évoquant notamment des agressions sexuelles commises dans le cadre de la villa Windsor.

#### Vente de biens mobiliers des Windsor
En juillet 1997, Al-Fayed annonce qu'une vente aux enchères des objets du duc et de la duchesse provenant de la villa Windsor aurait lieu plus tard dans l'année à New York. Il avait acheté ces biens pour l'équivalent de 4,5 millions de dollars au principal bénéficiaire de la succession de la duchesse, l'Institut Pasteur. Les objets mis en vente avaient une valeur personnelle pour la famille royale : y figuraient le bureau sur lequel Édouard avait abdiqué en 1936, une collection de quelque dix mille photographies et une poupée donnée à Édouard par sa mère, la reine Mary.
Après le décès de Dodi Al-Fayed et de Diana en août de la même année, la vente aux enchères est reportée. Elle a finalement lieu en février 1998 à Sotheby's New York, avec plus de 40 000 pièces à vendre, réparties en 3 200 lots (objets, photos, vaisselle, tableaux, etc.). Les recettes sont versées à la Dodi Fayed International Charitable Foundation et à des causes associées à la défunte princesse de Galles. Les membres de la famille royale britannique auraient acheté certains objets. Le bureau du duc est vendu pour 2,5 millions de francs.

### Fondation Mansart
En 2021, la ville de Paris lance un appel à manifestation d'intérêt. À la suite de cet appel, la fondation Mansart se voit confier l'exploitation de la villa Windsor en 2023 en vue de son ouverture au public. Elle envisage d'investir 8,7 millions d'euros dans des travaux de restauration menés par le cabinet d'architectes Perrot & Richard. La fondation a signé une convention d'occupation du domaine public de 32 ans pour un loyer de 25 000 € au début. Puis un loyer de 50 000 € plus 3 % du chiffre d'affaires sera appliqué. En contrepartie, la fondation s'est engagée à ouvrir au public la maison Windsor 274 jours par an, à compter de l'été 2024.

## Architecture
Le Figaro décrit ainsi la villa : « Manoir avec un perron à colonnes, une volée de fenêtres sur deux étages, un rang de balustrade et un toit d'ardoise ». Le bâtiment compte 14 pièces : au rez-de-chaussée, notamment, une bibliothèque et une salle à manger ; à l'étage, de part et d'autre du grand escalier, les appartements du duc (dont une salle de bain en marbre de Carrare) et ceux de la duchesse (la salle de bain de celle-ci comporte des décors fleuris bleus réalisés par Dimitri Bouchène). Sous les combles se trouve un étage pour les invités. Les sous-sols accueillent les cuisines (qui comportent toujours le tableau d'appel des domestiques), une cave à vin, des salles techniques, celle des coffres ainsi qu'un abri antiaérien.